# Dunavarsány
Dunavarsány is een plaats (város) en gemeente in het Hongaarse comitaat Pest. Dunavarsány telt 7000 inwoners (2006).